# Perrhénate
L'anion perrhénate est l'espèce chimique de formule ReO4−. La molécule présente une géométrie tétraédrique de taille et de forme semblable à celles de l'anion perchlorate ClO4− et isoélectronique au permanganate MnO4−. L'anion perrhénate est stable dans une large plage de pH et peut être précipité depuis une solution à l'aide de cations organiques. À pH normal, le perrhénate existe sous forme de métaperrhénate ReO4−, mais à pH élevé (basique), il se forme l'anion mésoperrhénate ReO53−. Le perrhénate, comme son acide conjugué l'acide perrhénique Re2O7(OH2)2, contient du rhénium à l'état d'oxydation +7 en configuration électronique d0. Les sels de perrhénate solide prennent la couleur du cation.

## Préparation
Les sels de perrhénate typiques sont des dérivés de métaux alcalins et de perrhénate d'ammonium NH4ReO4. On les prépare par oxydation de composés de rhénium avec de l'acide nitrique HNO3 suivie par la neutralisation de l'acide perrhénique Re2O7(OH2)2 résultant,. L'ajout de chlorure de tétrabutylammonium (en) [(CH3CH2CH2CH2)4N]+Cl− à des solutions aqueuses de perrhénate de sodium (en) NaReO4 donne du perrhénate de tétrabutylammonium [(CH3CH2CH2CH2)4N]+ReO4−, soluble dans les solvants organiques.

## Réactions
L'anion perrhénate est une base plus faible que Cl− ou Br− mais plus forte que ClO4− ou BF4−. Le perrhénate d'argent AgReO4 réagit avec le chlorure de triméthylsilyle (CH3)3SiCl pour donner « l'ester » silylique (CH3)3SiOReO3.
Le perrhénate peut également former par condensation de petits polyoxométallates de rhénium Re4O152− dans lesquels l'atome de rhénium central a une géométrie octaédrique avec l'oxygène tandis que les trois autres atomes de rhénium sont tétraédriques.
En présence de sources d'anions sulfure S2− tels que le sulfure d'hydrogène H2S, ReO4− donne l'anion tétrathioperrhénate ReS4− ; l'anion [ReO3S]− est un intermédiaire de cette réaction.
Contrairement à l'anion permanganate MnO4−, le perrhénate n'est pas oxydant. Le remplacement de certains ligands oxo induit cependant des propriétés oxydantes. L'ion perrhénate réagit ainsi avec le cyanure CN− pour donne le trans-[ReO2(CN)4]3−. Le traitement du perrhénate de tétrabutylammonium [(CH3CH2CH2CH2)4N]+ReO4− avec du chlorure de triméthylsilyle (CH3)3SiCl donne l'oxychlorure de rhénium(V) :
Bu4N[ReO4] + 6 Me3SiCl ⟶ Bu4N[ReOCl4] + 3 (Me3Si)2O + Cl2.
La chimie du perrhénate est semblable à celle de l'ion pertechnétate TcO4−. Le perrhénate est de ce fait parfois utilisé comme transporteur de traces de pertechnétate, par exemple dans les procédures d'analyse en médecine nucléaire. Il est également employé comme alternative plus sûre au pertechnétate pour les application de vitrification des déchets nucléaires du point de vue de la volatilité et de l'encapsulation dans des solides.